# Avenue Ernest Renan
Pour les articles homonymes, voir Avenue Ernest Renan.
L'avenue Ernest Renan (en néerlandais : Ernest Renanlaan) est une avenue bruxelloise de la commune de Schaerbeek qui va de l'avenue Voltaire à la chaussée de Haecht en passant par l'avenue du Suffrage Universel.

## Histoire et description
La rue porte le nom de l'écrivain, philosophe et historien français, Joseph Ernest Renan.
La numérotation des habitations va de 5 à 29 pour le côté impair et de 4 à 68 pour le côté pair.

## Adresse notable
- no 12 : Athénée communal Fernand Blum
- Victor Michiels (résistant) fut abattu à l'angle de l'avenue Renan et de l'avenue Voltaire en 1942.